# Sukeban
Il termine sukeban (スケバン? , anche scrivibile 女番 e スケ番) indica le bande femminili in voga in Giappone negli anni settanta. È una crasi delle parole suke (女?, ragazza) e banchō (番長?, capo), e si riferisce solamente alle leader delle gang.

## Caratteristiche
Il termine era inizialmente usato soltanto dalle componenti delle bande, ma dal 1972 è stato usato anche dalla popolazione giapponese. La caratteristica principale delle sukeban sono i capelli vistosi, colorati o con la permanente, mentre come uniforme adottano il classico fuku alla marinara modificato, con calze colorate o la gonna allungata.
Le sukeban erano dedite alla prostituzione, al furto e alla violenza, e si scontravano più volte tra di loro. Solitamente erano ragazze emarginate o studentesse fallite che si riunivano in bande per contrapporsi in modo violento alla società giapponese. Le armi utilizzate erano catene, taglierini e lamette.

## Il termine nella cultura di massa
Il termine sukeban è stato utilizzato come titolo originale di molti anime, manga e film giapponesi. Nei manga è stato utilizzato soprattutto nei seinen, come Oira Sukeban, scritto e disegnato da Gō Nagai nel 1974, mentre manga come YajiKita Gakuen Douchuuki e Hana no Asuka-gumi hanno per protagoniste alcune sukeban.
Negli anni settanta esplose nel cinema giapponese il sottogenere cinematografico detto Pinky violence, avente per protagoniste molte sukeban, interpretate da Reiko Ike, Miki Sugimoto e da Reiko Oshida. Tra i titoli più importanti del genere vi sono Girl Boss Guerilla, il cui titolo originale è Sukeban gerira e Girl Boss Revenge: Sukeban (Sukeban), entrambi diretti da Norifumi Suzuki. Nel 2006 Noboru Iguchi diresse la commedia erotica Sukeban Boy, tratta dal manga omonimo Oira Sukeban.
Dal 1990 il termine è stato soppiantato dalle enjo kōsai.